# Pushkaraksha
Pushkaraksha est un souverain khmer ayant vécu au VIIIe siècle. Dirigeant le Shambhupura, il se proclama roi de tout le Cambodge lors des troubles qui secouèrent le royaume.
Né dans la famille des princes d'Aninditapura, il est le fils de Nripatindravarman Ier (vers 700), lui-même petit-neveu de Baladitya (vers 675), représentant de la « dynastie lunaire  ». Il épouse la princesse Indrani avec laquelle il a au moins deux enfants :
- Shambhuvarman ;
- Sri Nrpatindradevi, épouse de Rajendravarman Ier.